# Antiparlementarisme

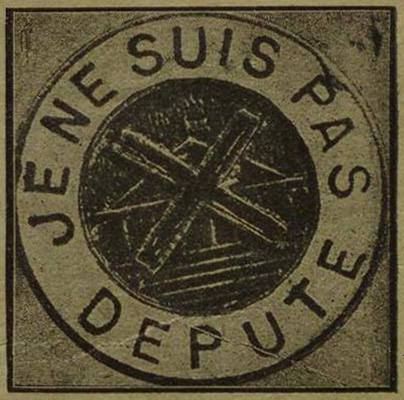
Un insigne « je ne suis pas député » arboré par des sympathisants des ligues au lendemain du 6 février 1934.

L'antiparlementarisme désigne l'opposition ou l'hostilité envers le parlementarisme, qu'il s'incarne sous forme républicaine ou monarchique, critiquant le plus souvent le coût de fonctionnement du Parlement, la corruption des parlementaires, leur absentéisme et le vote godillot.
L'antiparlementarisme se retrouve dans de nombreux courants politiques. L'extrême droite est traditionnellement antilibérale et antiparlementaire.
L'un des fondements du fascisme est ainsi le rejet du libéralisme, dont le parlementarisme.
En France, l'antiparlementarisme structurel (déniant le parlementarisme, tel le boulangisme ou le nationalisme intégral) de la Troisième République se distingue de l'antiparlementarisme politique de la Quatrième République qui critique les excès du parlementarisme (notamment de ses élites qui ont confisqué le pouvoir ou du gerrymandering) sans le refuser, tel le poujadisme.

## Bibliographie

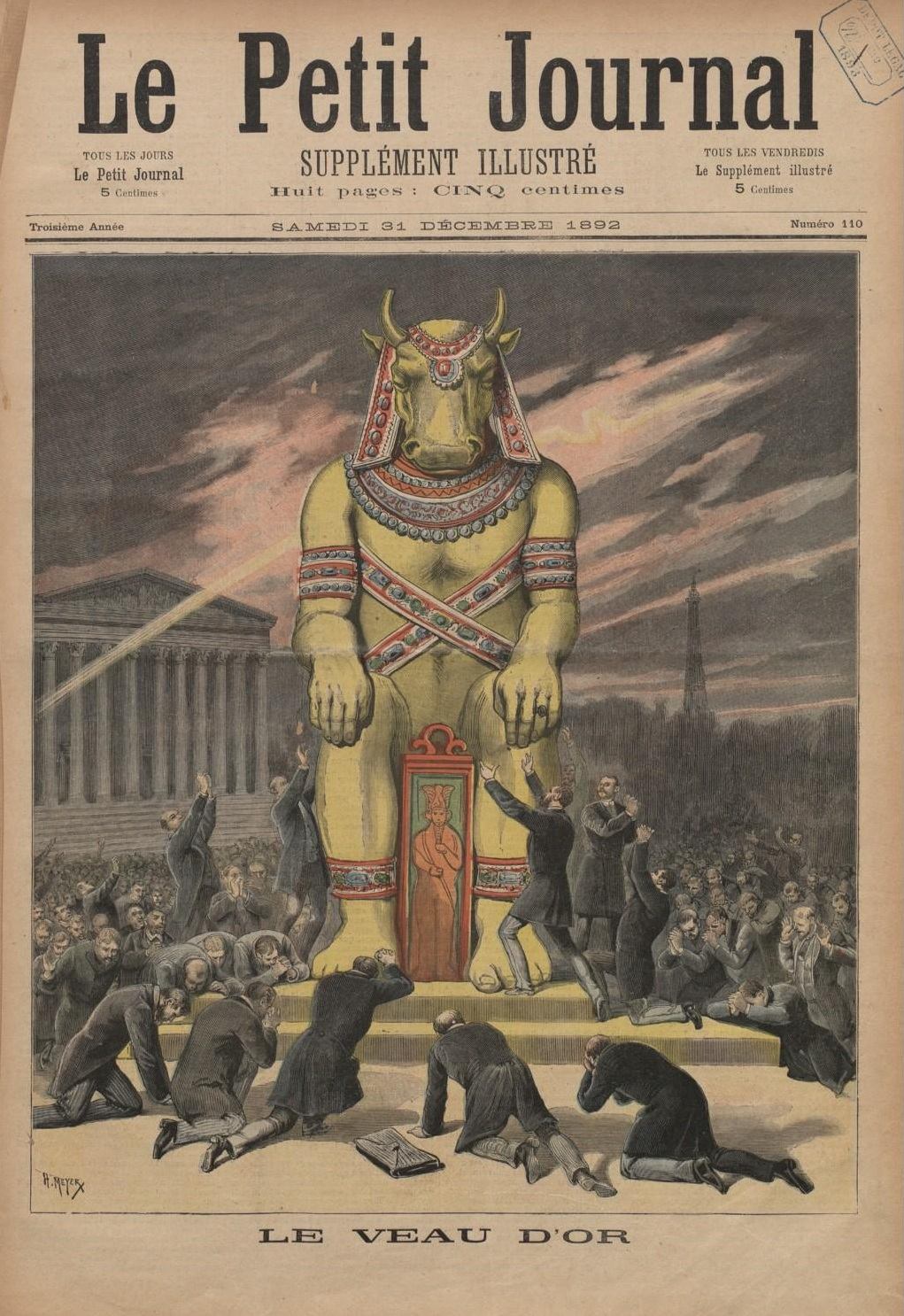
Le veau d'or, allégorie du scandale de Panama à la une du Petit Journal, 31 décembre 1892.